# Lolol
Lolol is een gemeente in de Chileense provincie Colchagua in de regio Libertador General Bernardo O'Higgins. Lolol telde 6.811 inwoners in 2017 en heeft een oppervlakte van 597 km².

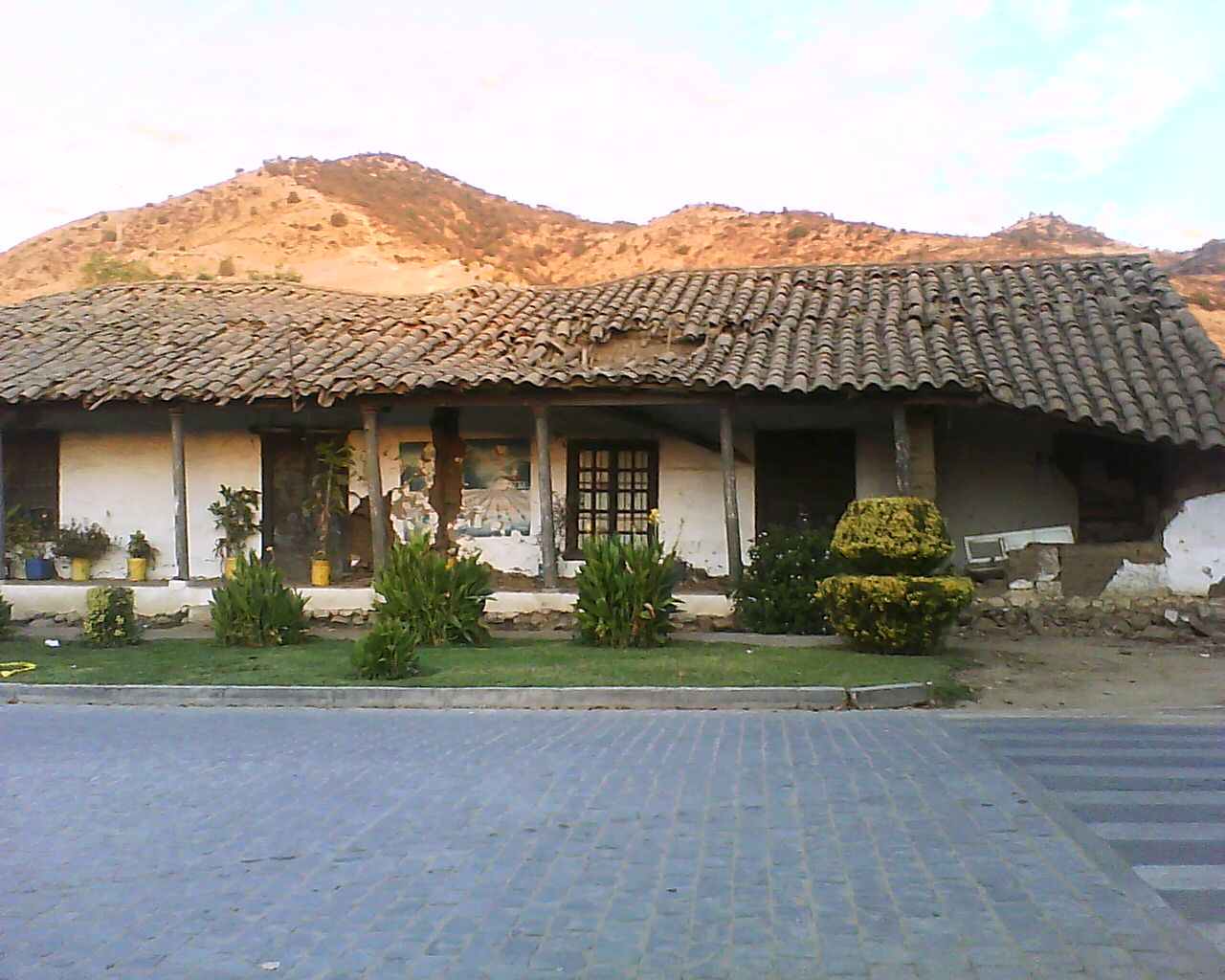
Huis in Lolol, kort na een aardbeving (2010)
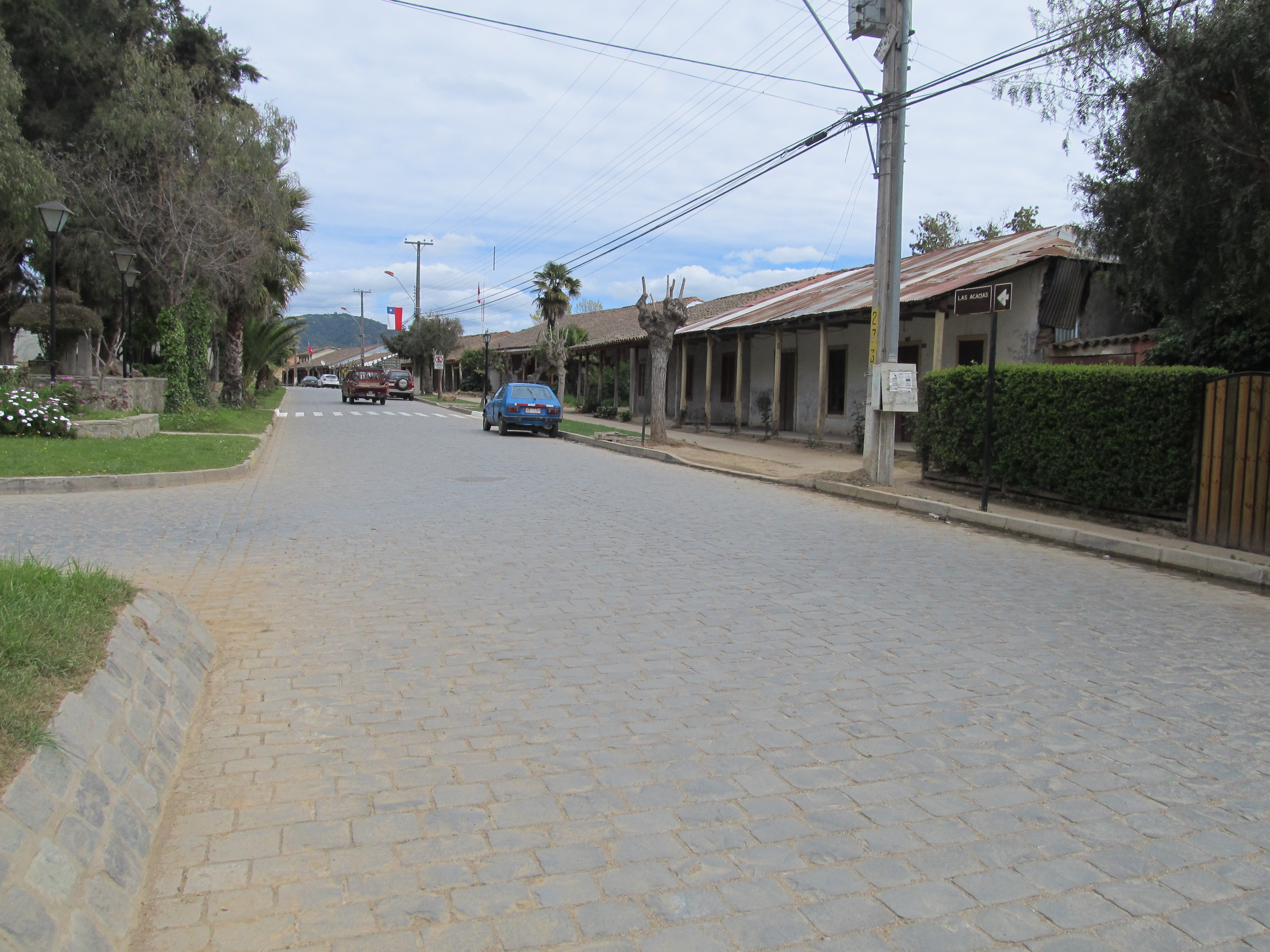
Centrum van Lolol (2013)
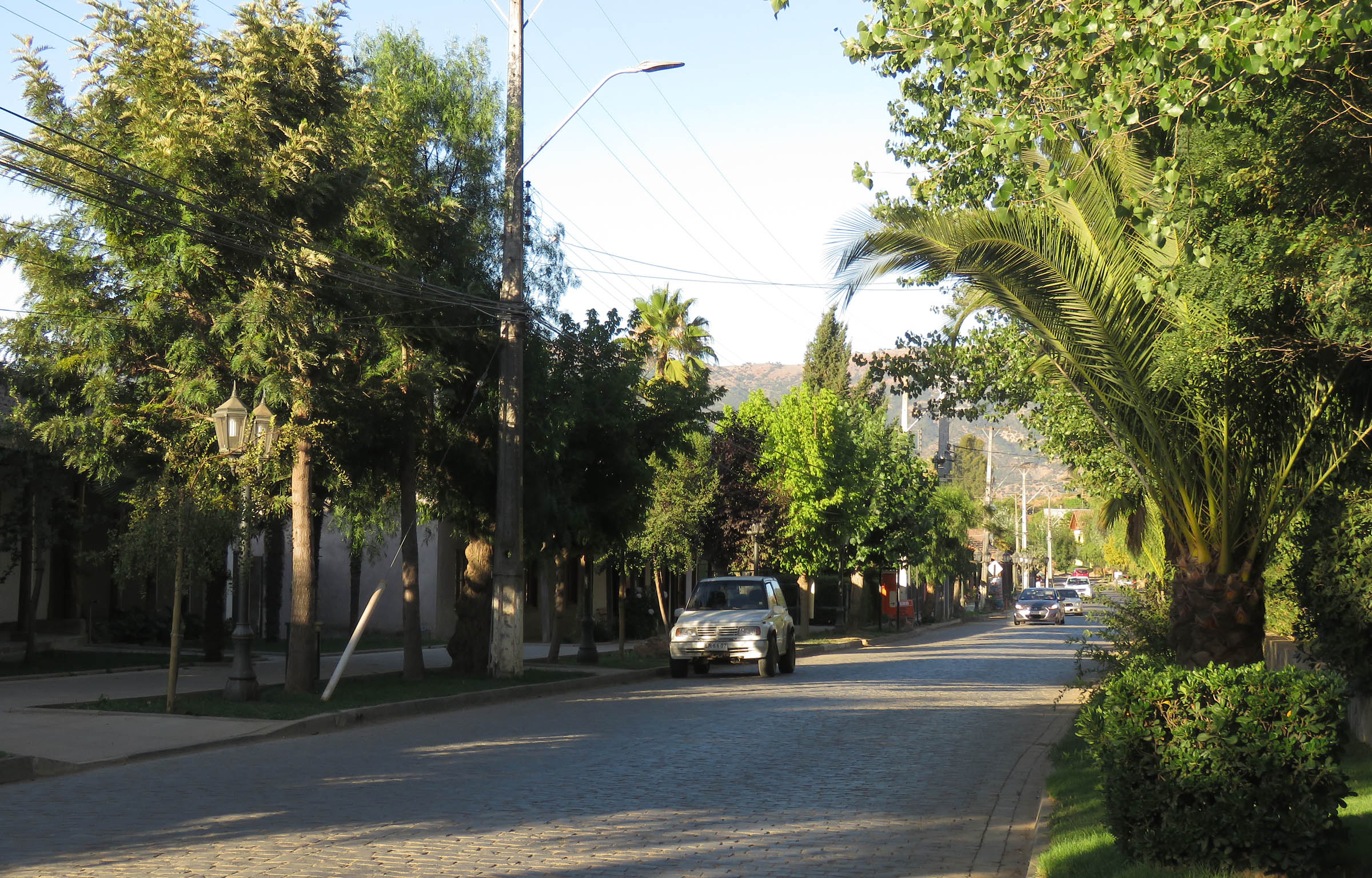
Lolol (2018)